# One More Time (film)
One More Time är en svensk komedi- och fantasyfilm från 2023. Filmen är regisserad av Jonatan Etzler, med manus av Sofie Forsman och Tove Forsman.
Filmen hade premiär på streamingtjänsten Netflix den 21 april 2023.

## Handling
På sin födelsedag blir 40-åriga Amelia påkörd av en lastbil med studenter. När hon vaknar upp har hon flyttats tillbaka 22 år i tiden till 2002 och till sin 18-årsdag. Hon får i och med detta chansen att återuppleva sin bästa dag i livet och göra förändringar på det sätt hon hade tänkt att det skulle bli. Hon fortsätter dock att vakna upp till samma dag om och om igen. Vad ska hon göra för att kunna återgå till nuet?

## Rollista (i urval)
- Hedda Stiernstedt – Amelia
  - Tindra Källström – Amelia, 18 år
  - Amanda Rosdahl – Amelia, 13 år
  - Nora Toverud – Amelia, 7 år
- Vanna Rosenberg – Lena, Amelias mamma
- Per Fritzell – Sten, Amelias pappa
- Tove Edfeldt – Fiona 
  - Miriam Ingrid – Fiona, som ung
- David Tainton – Max 
  - Maxwell Cunningham – Max, som ung
- Lo Kauppi – Yvonne
- Elinor Silfversparre – Moa
- Edvard Olsson – Patrik